# Toronto Lynx
El Toronto Lynx es un equipo de fútbol de la ciudad de Toronto, Canadá que juega en la USL Premier Development League.

## Historia
Fue fundado en el año 1997 en la ciudad de Toronto, Ontario y cuenta con secciones en las categoría femenil y sub-20.
Fue uno de los equipos de expansión de la desaparecida USL A-League en 1997, disputando su primer partido oficial el 12 de abril de ese año en Jacksonville, Florida, temporada en la que implantó un récord de 10 victorias consecutivas y en su estancia en esa liga fue más conocido por la producción de jugadores que por su participación en la liga, la cual fue muy inconsistente.
Pasaron a la USL Premier Development League en el año 2007 luego de que voluntariamente descendieran dos niveles debido al poco apoyo que tenía el club y de la aparición del Toronto FC en la MLS para ese año. Desde entonces solamente ha clasificado a la pos-temporada en una ocasión y no pasó de la ronda divisional. Para la temporada 2015 el club no participó en la USL Premier Development League y decidió participar en ligas de nivel juvenil.

## Gerencia
- Duncan Wilde Director de Academia y Técnico.
- Glen McNamara Entrenador de Porteros.
- Dr. Robert Gringmuth Coordinador Médico.
- Dr. Frank Markus Médico.

## Amistosos internacionales
- 7 de septiembre de 1998 - Toronto Lynx 2,  Persepolis 0 (Campeón de Irán ese año), Persepolis jugó con un equipo de suplentes
- 5 de junio de 1999 -  Santa Clara 2 (Primeira Liga), Toronto Lynx 1
- 6 de junio de 2000 -  Reggina (Serie A) 2, Toronto Lynx 0
- 14 de mayo de 2002 - Toronto Lynx 1,  1860 Munich 0 (Bundesliga)

## Entrenadores
- Peter Pinizzotto (1997–2003)
- Duncan Wilde (2004)
- Hubert Busby Jr. (2005)
- Duncan Wilde (2006–)

## Estadios

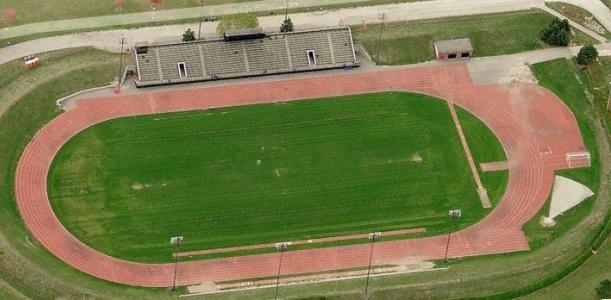
El Centennial Park Stadium

- Centennial Park Stadium; Etobicoke, Ontario (2003–)
- Varsity Stadium; Toronto, Ontario 4 juegos (2008–2009)
- Brian Timmis Stadium; Hamilton, Ontario 1 juego (2008)
- Edelweiss Park; Bolton, Ontario 3 juegos (2008–2009)
- Hershey Centre; Mississauga, Ontario 3 juegos (2009–2010)
- Barrie Community Sports Complex; Barrie, Ontario 1 juego (2009)
- OSA Soccer Center; Vaughan, Ontario 1 juego (2011)

## Jugadores

### Jugadores destacados
| - Andres Arango - Robbie Aristodemo - Anthony Bahadur - Darren Baxter - Lloyd Barker - Chris Broadfoot - Nikola Budalić - Dwayne De Rosario - David Diplacido - Jamie Dodds - Charles Gbeke - Ali Gerba - Atiba Hutchinson | - Kevin Jeffrey - John Jonke - Milan Kojic - Tom Kouzmanis - Joe Mattacchione - Mikael McNamara - Cameron Medwin - Paul Munster - John Barry Nusum - Pat Onstad - Dominic Oppong - Matthew Palleschi - Vince Petrasso | - Chris Pozniak - Marco Reda - Adrian Serioux - Paul Stalteri - Rick Titus - Nikola Vignjević - Marco Oliveira - Mauricio Vincello - Chris Williams - Theo Zagar - Sherif El-Masri - Jordan Webb |

### Récords Individuales
- Goleador histórico: Nikola Vignjevic (29)
- Más apariciones: David Diplacido, (206)
- Más asistencias: Nikola Vignjevic (24)
- Promedio más bajo de amonestaciones: Theo Zagar (30.5)